# Hero (песня Skillet)
«Hero» (с англ. — «Герой») — первый сингл из альбома «Awake» американской христианской рок-группы Skillet, вышедшего в 2009 году. «Hero» так же является первой музыкальной композицией в альбоме. В песне идет речь о нужде человечества в Герое в виде Иисуса Христа. Это уже четвёртый по счету сингл группы, который разошёлся 12.000 копий за первую неделю.

## Смысл и концепция
Джон Купер объяснил значение песни: «Эта песня являет собой платформу, через которую вся запись и была сделана. По существу, каждый день становится все более непонятнее, мрачнее и страшнее с тысячами людей, теряющими свои дома и страдающими по разным причинам. Вы можете видеть столько огромного количества негатива по новостям, особенно это чувство жестокости, которое становится действительно сумасшедшим. Идя далее с этим всем, очень легко почувствовать себя на грани, но не важно как темно становится, надежда всегда есть в новом дне и оставаться позитивным — это первый шаг. И когда вы все это переживаете, Христос — единственный кто дает причины жить и Он наш „Герой“, что борется со всем этим угнетением и несправедливостью».
Сюжет «Hero» родился из ситуации, произошедшей с одним из моих детей. Я стоял в очереди с моей дочерью, ей тогда было около 5 или 6 лет. Вдруг она начинает дергать меня за рубашку и говорит: «Папа, что значит «лучшие позы в сексе?» Я посмотрел на неё и сказал: «Ты что такое говоришь?» Тогда моя дочь указывает мне пальчиком на женский журнал, на обложке которого красуется фраза: «Лучшие позы в сексе». Рядом с этим журналом была ещё и другая публикация, на обложке которой высвечивалась ещё одна идиотская надпись о том, что одна девушка, некая знаменитость, оказалась в реабилитационном центре. Рядом с этим заголовком была статья, в которой рассказывалось о том, что у девушки произошло пищевое расстройство, а ещё одна знаменитость была поймана с наркотиками и арестована. И тогда я подумал про себя: «У моей дочери нет героя, на которого она могла бы смотреть». Ни один из этих молодых знаменитостей, упомянутых в прессе, не могли стать героями ни для кого. Они всего лишь шуты. Я, конечно, не хотел, чтобы мой ребёнок равнялся на кого-то из этих людей. И чем больше я думал об этом, тем больше обретала очертания песня «Hero».

## Продвижение
Песня была использована в качестве рекламы на NBC для игры 2009 NFL Kickoff между Pittsburgh Steelers и Tennessee Titans, а также на ночном футбольном матче 17-й недели между Cincinnati Bengals и New York Jets, а также на NFL Wild Card Saturday games, показывая матч-реванш между Bengals и the Jets, так же как и матч-реванш 17-й недели между Philadelphia Eagles и Dallas Cowboys.
«Hero» так же используется в качестве одной из двух официальной музыкальной темой для WWE Royal Rumble 2010, так же она была показана на их видеоигре WWE SmackDown vs. Raw 2010., «Hero» так же используется в WWE Tribute to the Troops 2009. Её ещё можно услышать в трейлере к фильму кинокомпании 20-й век Фокс Перси Джексон и похититель молний.

## Видеоклип
Созданием видеоклипа для «Hero» руководили братья Эрвины (Erwin Brothers). Вышедший вскоре видеоклип «Monster» также был снят Эрвинами почти тогда же. «Hero» — это второй альбомный клип. Премьера состоялась 10 сентября, 2009. Действие клипа разворачивается на поле Birmingham Race Course, по центру участники Skillet играют песню на фоне пиротехнического шоу, где затем пойдет дождь, и где появляются образы героев: пожарный, морской пехотинец, полицейский и медсестра.

## Награды
Песня была номинирована на «Rock Recorded Song Of The Year» и «Short Form Video Of The Year».

## Участники
- Джон Купер — бас гитара, вокал
- Кори Купер — электрогитара, клавишные
- Бен Касика — электрогитара
- Джен Леджер — барабаны, вокал